# 타브리즈 바자르

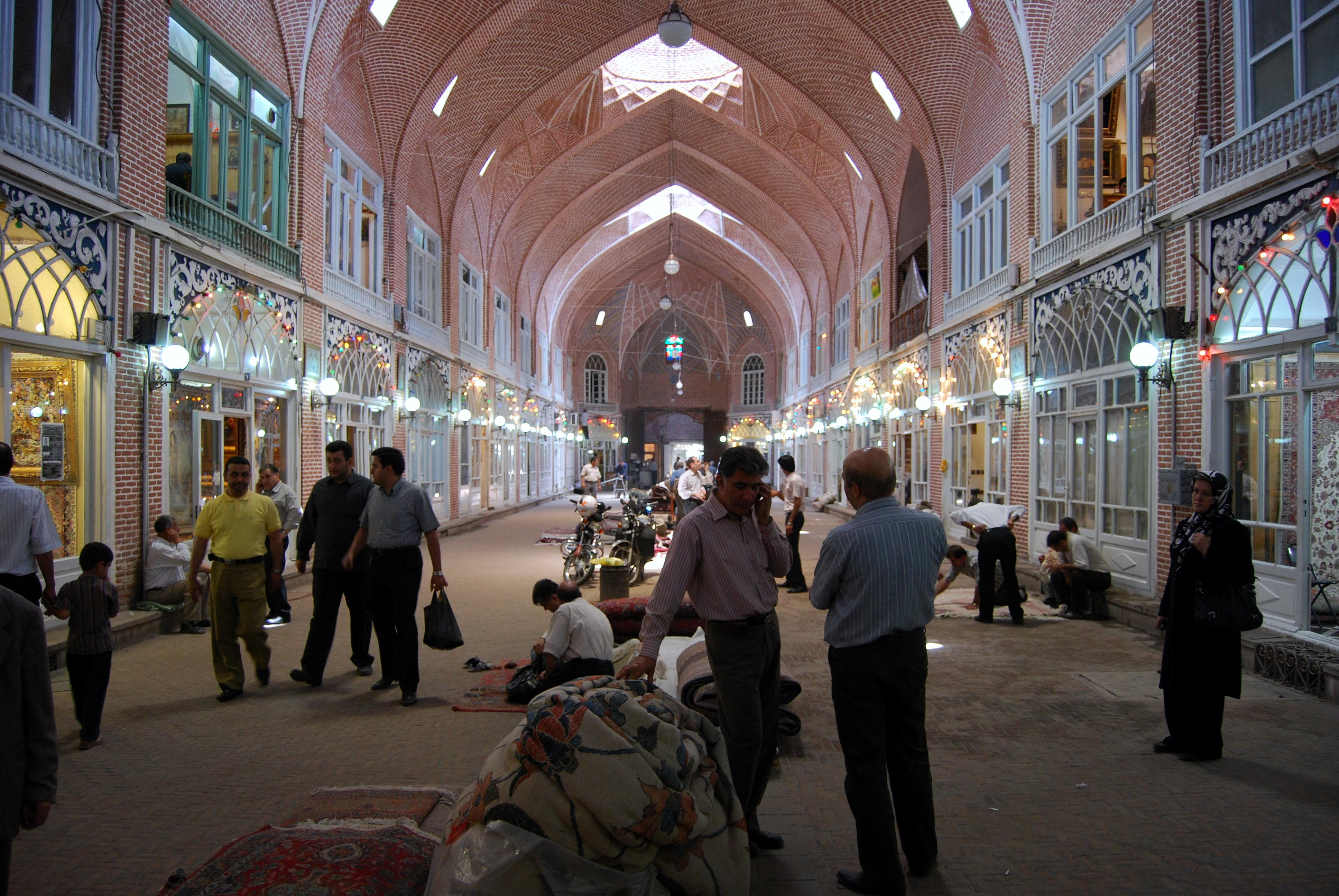
타브리즈 바자르

타브리즈 바자르(페르시아어: بازار تبریز)는 이란 타브리즈에 있는 중동에서 가장 오래된 바자르이다. 2010년, 유네스코 세계유산에 등록되었다.

## 같이 보기
- 바자르
- 호커 센터
- 행상
- 소매 (상업)
- 길거리 음식